# Corynoptera opaca
Corynoptera opaca är en tvåvingeart som beskrevs av Werner Mohrig och Nina Krivosheina 1983. Corynoptera opaca ingår i släktet Corynoptera och familjen sorgmyggor. Inga underarter finns listade i Catalogue of Life.